# グッドラック・ジョナサン

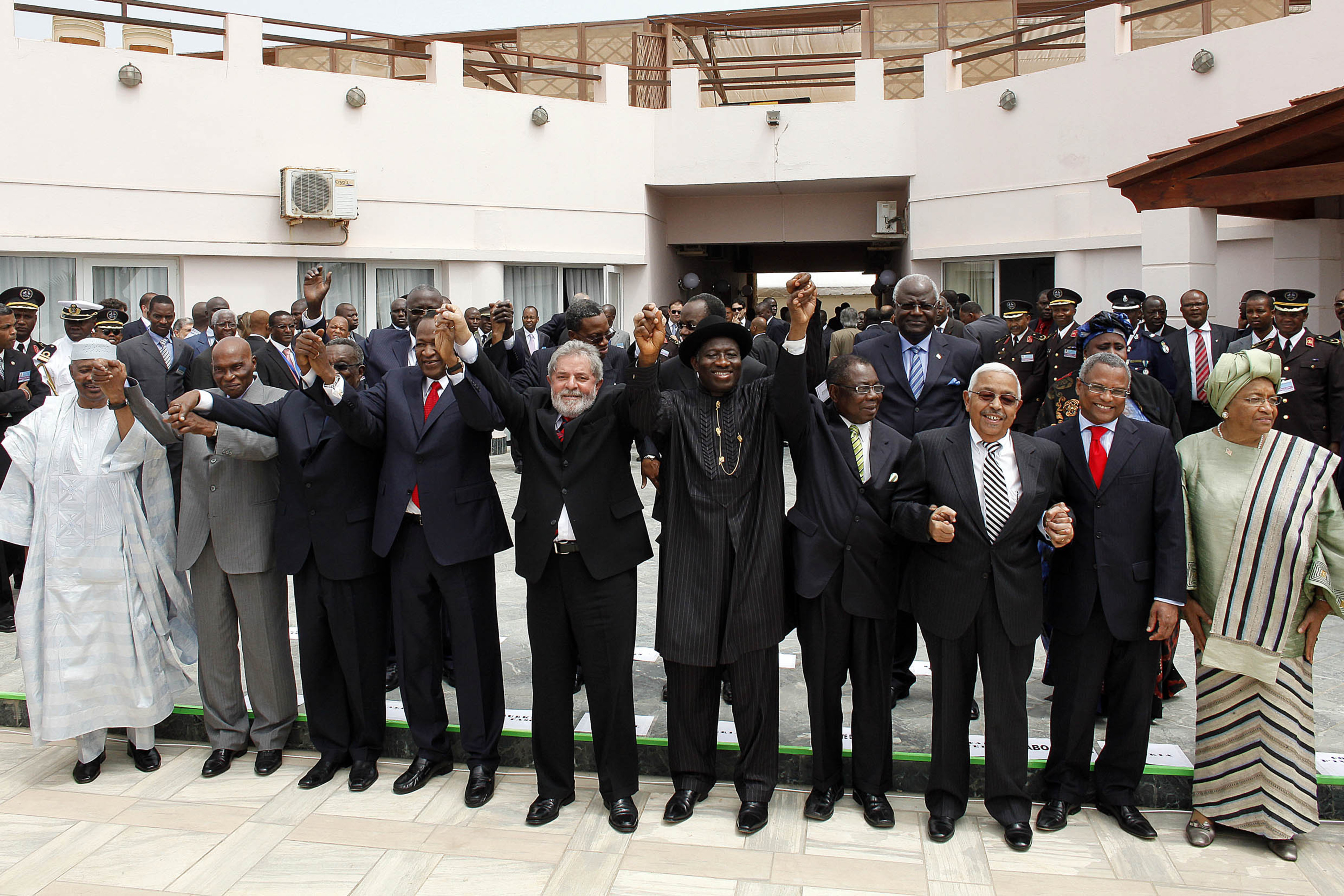
2010年7月に西アフリカ諸国経済共同体の出席した首脳たちの集合写真。ジョナサンは右から5番目である。

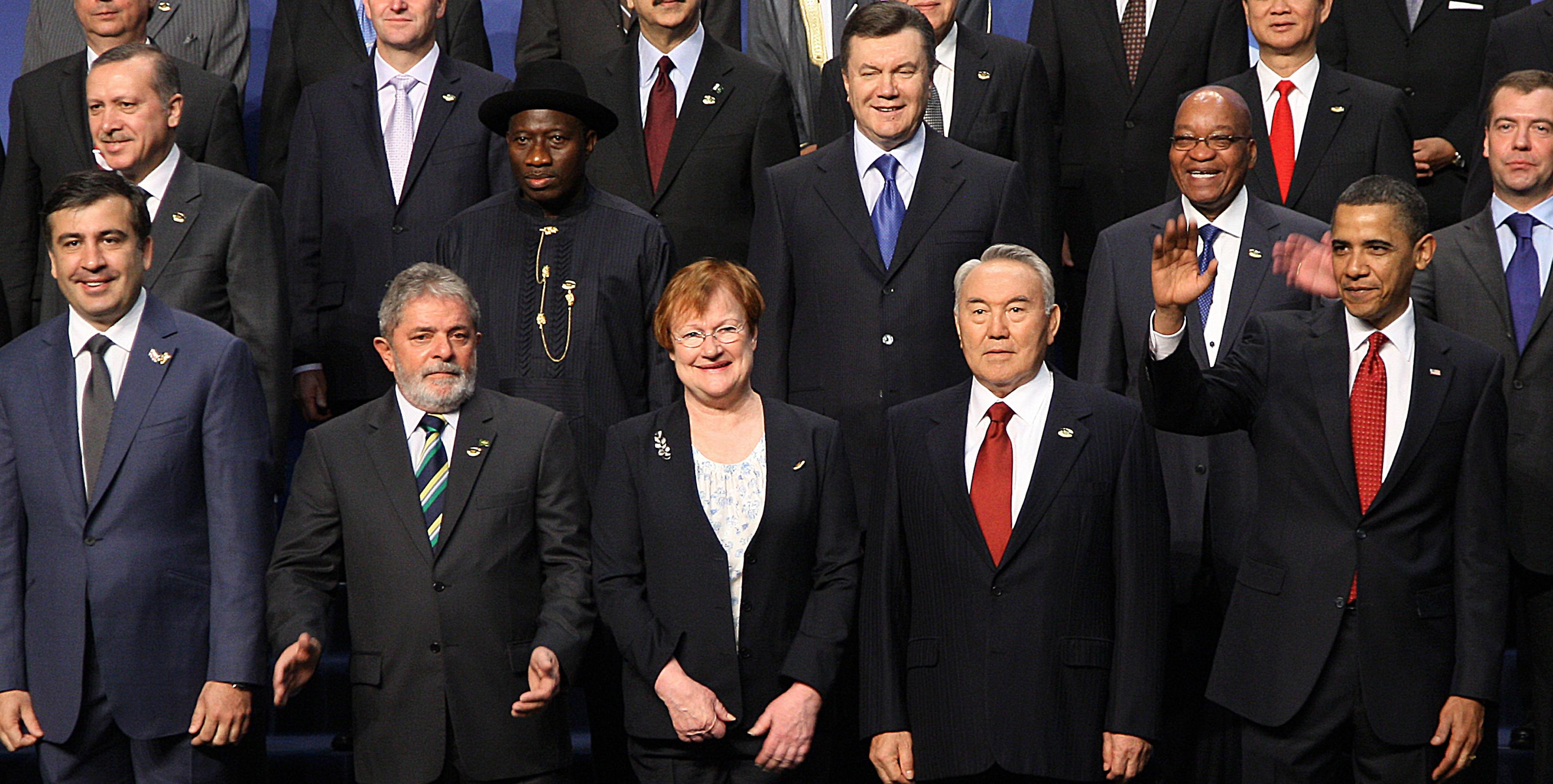
2010年、アメリカのワシントンで開催された核セキュリティ・サミットでのジョナサン（2列目の左から2番目）

グッドラック・エベレ・アジキウェ・ジョナサン（Goodluck Ebele Azikiwe Jonathan、1957年11月20日 - ）は、ナイジェリアの政治家。同国第14代大統領。第11代副大統領などを歴任。ナイジェリア議会国民民主党（人民民主党とも） (People's Democratic Party (Nigeria)) 所属議員。

## 経歴
ナイジェリア南部のリバーズ州（のちバイエルサ州）のオグビアLGAのオトゥエケで生まれた。ポートハーコート大学で水生生物学/水産学の修士を経て動物学博士号を取得。妻はペイシェンス・ジョナサン。2005年12月知事のディエプレイェ・アラミエイェセイガ (Diepreye Alamieyeseigha) がロンドンでの資金洗浄の嫌疑で逮捕され、12月9日副知事のジョナサンが知事に就任した。
2006年12月には、大統領選挙に先立ち前副大統領のアティク・アブバカルが追放され、オバサンジョの後継候補ウマル・ヤラドゥアの副大統領候補に選ばれ、ヤラドゥアと共に4月に行われた2007年のナイジェリア総選挙に勝利し、2007年5月29日にヤラドゥア政権の副大統領に就任した。4月20日には選挙の遅延を図りジョナサンの暗殺が試みられたが失敗に終わり無事だった。
勝利後の5月16日にも選挙結果に不満を保つ者に自宅を襲撃され警官が2名殺害された。ヤラドゥアの公約である資産公開に伴いジョナサンも2007年8月8日に5月30日時点での資産を公開し、総額 295,304,420 ナイラであった。
2009年11月より大統領のヤラドゥアが心臓病の治療で国外の病院に入院し、国政に混乱が生じたため翌2010年2月9日に大統領権限を移譲され、大統領代行に就任。この間、内閣改造を行い、ヤラドゥアに近い閣僚を外したとされる。5月5日にヤラドゥアが死去し、正式に大統領に就任。残り約1年の任期を引き継ぎ、2011年4月16日投開票の大統領選挙で57％の票を獲得し当選した。2015年3月の大統領選挙で破れ、同年5月29日に退任。

## 政策

### 対テロ対策
就任以降、北部を中心にイスラム系武装組織ボコ・ハラムの活動が活発化。多数の集落や学校、教会が襲撃され、住民の殺害、誘拐が相次いだ。2013年に非常事態宣言を出したほか、2014年5月には対テロ戦争を宣言してボコ・ハラム側に徹底抗戦の姿勢を示した。

### 経済
先代のオバサンジョ大統領から引き続き、経済協力の相手先として中国を重視する。2013年には中国を訪問して習近平国家主席と会見、2014年には李克強首相をナイジェリアに迎えるなど関係強化を進めた。こうした関係強化を背景に、多数の商業案件や沿岸部の鉄道プロジェクトがまとまるなどの成果を見せている。

## エピソード
- 先述のように副知事から知事へ、副大統領から大統領へと昇格する経歴の持ち主のため「その名のとおりに、出世が勝手に転がりこむ」と称したマスコミもある[10]。
- 2010年のワールドカップ南アフリカ大会で優勝するよう代表チームに厳命したが結果はグループリーグ敗退（2敗1分最下位）に終わったため、国際試合（大会）へ2年間出場しないよう命令したが、これがFIFAからの反発を受けたことから命令を撤回した[11]。

## 脚註
1. 1 2  Lawson Heyford, "Jonathan: A Colossus at 49", The Source (Lagos), December 11, 2006
2. ↑  "Attacks seek to derail Nigeria poll", Al Jazeera, April 21, 2007.
3. ↑  "Militants attack Nigerian VP's home", AFP (IOL), May 16, 2007.
4. ↑  Lanre Adewole, "At last, Goodluck declares N295m assets", Nigerian Tribune, August 9, 2007.
5. ↑  “ナイジェリア大統領死去、与党の主導権争い激化へ”. YOMIURI ONLINE (読売新聞). (2010年5月7日) 2010年5月7日閲覧。
6. ↑  “ナイジェリア大統領選は現職が再選、北部では暴動発生で死者も”. ロイター (ロイター). (2011年4月19日) 2011年4月19日閲覧。
7. ↑  “ナイジェリア大統領、ボコ・ハラムとの「全面戦争」を宣言”. AFPBBNews (フランス通信社). (2013年5月30日) 2014年6月8日閲覧。
8. ↑  “「中国は植民地主義」と批判”. 日経BP (日本経済新聞社). (2013年3月26日) 2014年6月8日閲覧。
9. ↑  “中国国有鉄道、ナイジェリアの鉄道建設受注・・・「経済力強化と現地の暮らし改善」が目的＝中国メディア”. サーチナ (サーチナ). (2014年5月11日) 2014年6月8日閲覧。
10. ↑  “グッドラック・ジョナサン大統領”. 時事通信. (2011年4月19日) 2011年4月19日閲覧。 {{cite news}}: |work=、|newspaper=引数が重複しています。 (説明)⚠
11. ↑  大会参加禁止命令を撤回／ナイジェリア 日刊スポーツ 2010年7月6日閲覧

| 公職                              | 公職                                                                        | 公職                            |
| --------------------------------- | --------------------------------------------------------------------------- | ------------------------------- |
| 先代 ウマル・ヤラドゥア           | ナイジェリア連邦共和国大統領 2010年2月9日～5月5日は代行 第14代：2010 - 2015 | 次代 ムハンマド・ブハリ         |
| 先代 アティク・アブバカル         | ナイジェリア連邦共和国 副大統領 第11代：2007 - 2010                         | 次代 モハメド・ナマディ・サンボ |
| 先代 Diepreye Alamieyeseigha (en) | バイエルサ州州知事 第6代：2005 - 2007                                       | 次代 Timipre Sylva (en)         |
| 外交職                            |                                                                             |                                 |
| 先代 ウマル・ヤラドゥア           | 西アフリカ諸国経済共同体議長 第26代：2010 - 2012                            | 次代 アラサン・ワタラ           |
| 党職                              |                                                                             |                                 |
| 先代 ウマル・ヤラドゥア           | 国民民主党大統領選候補者 2011, 2015                                         | 次代 （直近の選挙）             |